# Park Krajobrazowy Szwajcaria Frankońska-Las Veldenstein

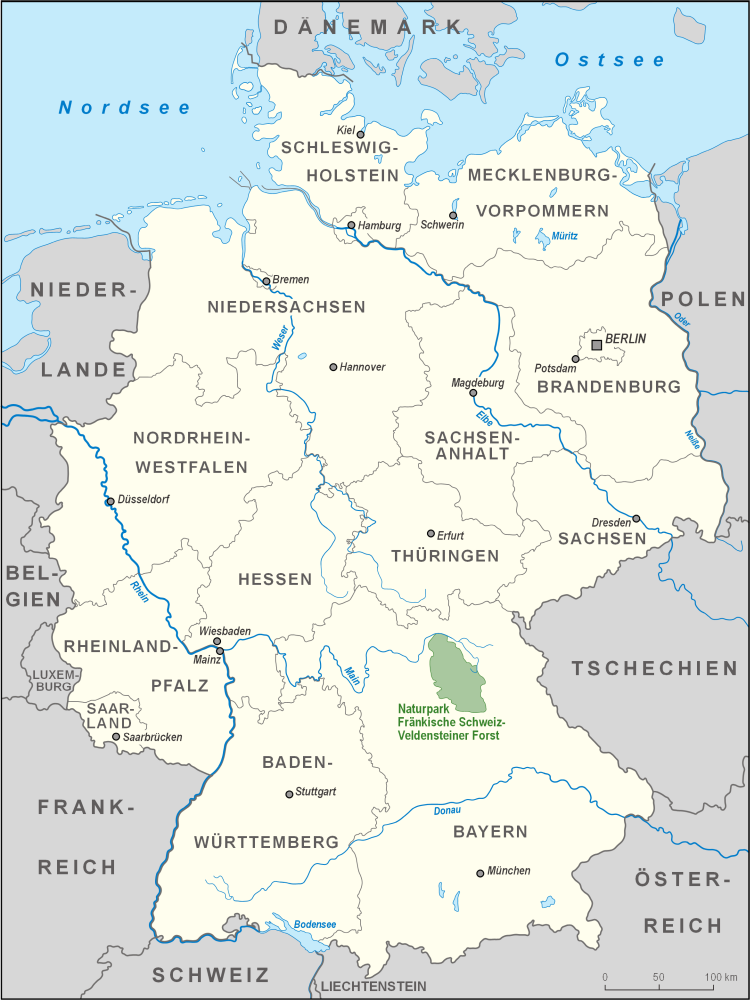
Park Natury Szwajcaria Frankońska - Las Valdenstein

Park Krajobrazowy Szwajcaria Frankońska-Las Veldenstein (niem. Naturpark Fränkische Schweiz – Frankenjura) – park krajobrazowy położony w północnej Bawarii, w północnej części Jury Frankońskiej. Drugi co do wielkości obszar tego typu w Bawarii; założony w 1995. Zarządcą parku jest "Towarzystwo Parku Natury Szwajcaria Frankońska i Las Veldenstein e.V" z siedzibą w Pottenstein.
Park chroni cenne przyrodniczo i krajobrazowo obszary Szwajcarii Frankońskiej i sąsiednich terenów. Na wschodzie parku położone są tereny Lasu Veldenstein, z kompleksem borów sosnowych i siedliskami dzikiej zwierzyny.